# Odense Håndbold
El Odense Håndbold es un club de balonmano femenino de la localidad danesa de Odense. Juega en la Liga de Dinamarca de balonmano femenino.

## Plantilla 2019-20
|  | Porteras - 16 Althea Reinhardt - 33 Tess Wester Extremos izquierdos - 3 Suzanne Bækhøj - 6 Freja Cohrt Extremos derechos - 10 Jessica Quintino - 21 Anne Mette Pedersen - 25 Trine Østergaard Jensen Pivotes - 18 Kamilla Larsen - 19 Sara Hald - 36 Kathrine Heindahl | Laterales izquierdos - 7 Susanne Madsen - 8 Ingvild Bakkerud - 28 Stine Jørgensen Centrales - 17 Nycke Groot - 27 Nadia Offendal - 32 Mie Højlund Laterales derechos - 4 Nathalie Hagman - 14 Mette Tranborg |